# Wulfilda
Wulfilda, conosciuta anche come Vulfilde e con molti altri nomi (... – Londra, 996), è stata una badessa dell'abbazia di Barking, nell'Essex, vissuta nel X secolo. È venerata come santa dalla Chiesa cattolica, dalla Chiesa ortodossa e dalla Comunione anglicana.

## Biografia
Figlia di un nobile del Wessex di nome Wulfelmo, Wulfilda venne cresciuta ed educata dalle monache benedettine dell'abbazia di Wilton, nel Wiltshire, alla cui comunità si unì dopo aver preso i voti. Secondo la leggenda, Wulfelmo e la moglie ebbero Wulfilda dopo aver vissuto per diciotto anni come fratello e sorella, ed essendosi uniti solo dopo aver avuto la visione di un angelo che gli annunciava la nascita di una figlia che sarebbe diventata una sposa di Gesù. Intorno al 970, Edgardo d'Inghilterra nominò Wulfilda badessa dell'abbazia di Barking, ricostruita sulle ceneri di un precedente monastero distrutto nel corso delle devastazioni danesi del secolo precedente. Secondo la leggenda, la sua nomina fu dovuta al fatto che re Edgardo volle riscattarsi dei lussuriosi ammiccamenti rivolti in passato alla giovane Wulfilda, dai quali Edgargo desistette solo dopo aver assistito a un miracolo che gli rivelò la devozione della giovane novizia, la quale, infine, prese i voti. Peraltro, dopo aver rinunciato a Wulfilda, Edgardo rivolse le sue attenzioni alla di lei cugina Wilfrida, che gli diede poi una figlia, Editta, al di fuori del matrimonio. Sempre per riscattarsi, Edgardo donò all'abbazia di Barking, che sotto la guida di Wulfilda fiorì e si espanse, diversi possedimenti, e la stessa Wulfilda, oltre ad aver donato molti altri possedimenti all'abbazia, fondò un altro monastero presso Horton, nel Dorset.
Nella sua agiografia di santa Wulfilda dedicata al vescovo di Londra Maurice, all'epoca diocesano dell'abbazia di Barking, Gozzelino di San Bertino racconta che, dopo la morte di re Edgardo, alcune monache di Barking denunciarono la badessa, la quale fu quindi deposta dalla regina Elfrida e si ritirò nella prioria di Horton. Sempre secondo i racconti, tale azione da parte della regina fu dettata dalla gelosia che ella nutriva verso Wulfilda a causa delle attenzioni a lei rivolte da re Edgardo. Dopo 20 anni di permanenza a Horton, Wulfilda fece ritorno a Barking, ormai ridotta sull'orlo della rovina finanziaria da parte dei prelati posti al potere da Elfrida, solo dopo che quest'ultima ebbe ricevuto l'ordine di richiamare Wulfilda da parte di una visione della fondatrice dell'abbazia, Etelburga, vissuta circa tre secoli prima. Secondo altre versioni, fu invece re Etelredo II, figlio di Elfrida, a ripristinare Wulfilda nel ruolo di badessa di Barking.
Gozzelino paragona poi il comportamento di Wulfilda verso le sue consorelle a quello di una madre umile, attenta e premurosa, con attività che includevano "attingere acqua, raccogliere legna, accendere fuochi, preparare provviste, distribuire vestiti e fare il bagno alle sue sorelle". Inoltre, egli si dilunga nel lodare la gentilezza di Wulfilda, descrivendo la sua pratica regolare e segreta di sedersi davanti alle porte della chiesa abbaziale e distribuire l'elemosina ai poveri che passavano.
Dopo sette anni dal suo ritorno a Barking, Wulfilda dovette nuovamente lasciare l'abbazia e rifugiarsi a Londra per sfuggire ai Vichinghi e lì morì, in una data successiva all'anno 996. Le sue reliquie furono poi traslate nell'abbazia di Barking il 2 settembre del 1030 assieme a quelle di altre due sante, le prime due badesse dell'abbazia: la già menzionata Etelburga e Ildelita. Secondo Gozzelino, che racconta anche i miracoli avvenuti per intercessione di Wulfilda dopo la sua morte, la venerazione della santa rimase diffusa molto a lungo.